# Лысянка (Николаевская область)
Лысянка (укр. Лисянка) — село в Баштанском районе Николаевской области Украины.
Население по переписи 2001 года составляло 72 человек. Почтовый индекс — 56123. Телефонный код — 5158.